# والاگهر
والاگُهَر لقبی اشرافی بود که در دربار پهلوی به خواهرزاده‌های محمدرضا شاه پهلوی ( در حالت کلی این لقب به افرادی اعطا میشد که نسبتشان با خاندان پادشاهی از طرف مادر بوده است ، برای آن دسته که نسبتشان از طریق پدری بود مانند برادر زادگان ، از همان لقب و عنوان " والا حضرت " استفاده میشد) اعطا می‌شد و بخشی از نام رسمی آنان بود.
افراد دارای این لقب:
- شهریار شفیق (فرزند اشرف پهلوی)
- آزاده شفیق (فرزند اشرف پهلوی)
- شهرام پهلوی نیا (فرزند اشرف پهلوی)
- کیوان پهلوی‌نیا (فرزند فاطمه پهلوی)
- داریوش پهلوی‌نیا (فرزند فاطمه پهلوی)
- کامبیز خاتمی (فرزند فاطمه پهلوی)
- رامین خاتمی (فرزند فاطمه پهلوی)